# آرتائولوو
آرتائولوو (انگلیسی: Artaulovo) یک شهرک در شهرستان تاتیشلینسکی استان باشقیرستان کشور روسیه است.